# Nilson (ur. 1991)
José Nilson dos Santos Silva (ur. 6 kwietnia 1991 w São Paulo) – brazylijski piłkarz występujący na pozycji napastnika.

## Kariera piłkarska
Od 2010 roku występował w CR Vasco da Gama, Criciúma, Paraná Clube, Bragantino, Boa Esporte, Icasa, São Bento, Cianorte, Santos FC, Ventforet Kofu, América i Novorizontino.